# Zephyrichthys
Zephyrichthys is een monotypisch geslacht van straalvinnige vissen uit de familie van naaldvissen (Bythitidae).

## Soort
- Zephyrichthys barryi Schwarzhans & Møller, 2007